# Bombus cingulatus
Bombus cingulatus là một loài Hymenoptera trong họ Apidae. Loài này được Wahlberg mô tả khoa học năm 1854.